# Бартон, Кристофер
Кристофер Бертрам «Крис» Бартон (англ. Christopher Bertram Ronald "Chris" Barton, 21 ноября 1927, Селбридж, Ирландское Свободное государство — 18 августа 2013, Крайстчерч, Новая Зеландия) — британский гребец, серебряный призёр летних Олимпийских игр в Лондоне (1948) в гребле на восьмёрке.
Родился в семье британского пятиборца, участника летних Игр в Париже (1924) Фредерика Бартона.
Окончил кембриджский колледж Святого Колумба и Иисуса. В 1948 г. был членом экипажа Кембриджа, победившего на традиционной регате Оксфорд — Кембридж. На летних Олимпийских играх в Лондоне (1948) стал серебряным призёром в составе «восьмерки».